# Vitot
Vitot település Franciaországban, Eure megyében. Lakosainak száma 559 fő (2022. január 1.).

## Népesség
A település népessége az elmúlt években az alábbi módon változott:
| Lakosok száma | 241  | 430  | 436  | 474  | 547  | 557  | 559  | 559  | 564  | 559  |
|               | 1968 | 1982 | 1990 | 2006 | 2013 | 2015 | 2017 | 2019 | 2020 | 2022 |